# Stanisław Śmitkowski
Stanisław Śmitkowski (ur. 13 listopada 1944 w Krakowie) – polski lekkoatleta długodystansowiec.
Na mistrzostwach Europy w 1969 w Atenach odpadł w eliminacjach biegu na 3000 metrów z przeszkodami.
Był mistrzem Polski na 3000 m z przeszkodami w 1968 i 1972, wicemistrzem w 1969, a także brązowym medalistą w 1967. Zdobył również brązowe medale w biegu przełajowym w 1969 (na 8 km) i w 1973 (na 6 km).
W latach 1967–1973 startował w czterech meczach reprezentacji Polski w biegu na 3000 m z przeszkodami, bez zwycięstw indywidualnych.
Rekordy życiowe:
- bieg na 3000 metrów – 8:08,2 (30 lipca 1969, Bydgoszcz)
- bieg na 5000 metrów – 14:13,0 (28 maja 1972, Kraków)
- bieg na 10 000 metrów – 31:45,0 (3 sierpnia 1975, Międzyrzec Podlaski)
- bieg na 3000 metrów z przeszkodami – 8:28,0 (18 sierpnia 1972, Warszawa)[4]

Był zawodnikiem Oleśniczanki. Prowadzi pasiekę "Śmitek" w Oleśnicy.